# Barnatorkú nektármadár
A barnatorkú nektármadár (Anthreptes malacensis) a madarak (Aves) osztályának a verébalakúak (Passeriformes) rendjébe, ezen belül a nektármadárfélék (Nectariniidae) családjába tartozó faj.

## Rendszerezése
A fajt Giovanni Antonio Scopoli osztrák természettudós és geológus írta le 1786-ban, a Certhia nembe Certhia malacensis néven.

## Alfajai
- Anthreptes malacensis  malacensis (Scopoli, 1786)
- Anthreptes malacensis anambae (Oberholser, 1917)
- Anthreptes malacensis erixanthus (Oberholser, 1932)
- Anthreptes malacensis bornensis (Riley, 1920)
- Anthreptes malacensis paraguae (Riley, 1920)
- Anthreptes malacensis cagayanensis (Mearns, 1905)
- Anthreptes malacensis chlorigaster (Sharpe, 1877)
- Anthreptes malacensis heliolusius (Oberholser, 1923)
- Anthreptes malacensis wiglesworthi (E. J. O. Hartert, 1902)
- Anthreptes malacensis iris (Parkes, 1971)
- Anthreptes malacensis mjobergi (Bangs & Peters, 1927)
- Anthreptes malacensis heliocalus (Oberholser, 1923)
- Anthreptes malacensis celebensis (Shelley, 1878)
- Anthreptes malacensis extremus (Mees, 1966)
- Anthreptes malacensis convergens (Rensch, 1929)
- Anthreptes malacensis rubrigena (Rensch, 1931)

## Előfordulása
Brunei, Indonézia, a Fülöp-szigetek, Kambodzsa, Malajzia, Mianmar, Szingapúr, Thaiföld és Vietnám területén honos. 
Természetes élőhelyei a szubtrópusi és trópusi síkvidéki esőerdők, mangroveerdők és cserjések, valamint ültetvények, szántóföldek és vidéki kertek. Állandó, nem vonuló faj.

## Megjelenése
Testhossza 14 centiméter. A hím felső tollazata kék és lila színű, szeménél egy oliva-zöld sáv található. Alsó tollazata és lába sárga színű. A tojó felső tollazata teljesen olíva-zöld, hasa és lába sárga.
|  |  |

## Életmódja
Elsősorban nektárral táplálkozik, de eszik gyümölcsöt és kisebb bogyókat is. A fiatalokat rovarokkal táplálja.

## Szaporodása
Fészkét 1-13 méter magasságba függeszti fel, melyet fűből, növényi rostokból és pókhálóból készít. Kívülről fakéreggel és mohával díszíti. Fészekalja 2 tojásból áll.

## Természetvédelmi helyzete
Az elterjedési területe rendkívül nagy, egyedszám pedig stabil. A Természetvédelmi Világszövetség Vörös listáján nem fenyegetett fajként szerepel.